# Henry Sanfourche
Henry Sanfourche, nascut a Sarlat el 24 de març de 1775 i mort a Sarlat el 10 d'abril de 1841, fou un coronel de l'Imperi francès, comandant de la Legió d’Honor i Cavaller de l’Orde de Saint-Louis. Va sumar 24 campanyes militars sota Napoléon Bonaparte. reposa al cementiri de Sarlat, a prop del general François Fournier-Sarlovèze.